# Centaurea ochrocephala
Centaurea ochrocephala — вид квіткових рослин родини айстрових (Asteraceae). Ареал: Іран, пн.-сх. Ірак, Туреччина.